# NIC-57A
La NIC-57A  es una importante carretera nacional clasificada como colectora secundaria en Nicaragua. Esta vía comienza en el Sur en la NIC-43 en Pueblo Nuevo, Departamento de Jinotega y culmina en el Norte en la NIC-51, en Abisnia, departamento de Jinotega.

## Extensión
Con una extensión de 15,38 millas (24,8 km), la NIC-57A juega un rol clave en la conectividad y transporte de la región.